# Urado-Brücke
Die Urado-Brücke (japanisch 浦戸大橋) ist eine Straßenbrücke in Kōchi auf der japanischen Insel Shikoku. Sie überquert den zur Urado-Bucht erweiterten Fluss Kagami an einer Engstelle kurz vor seiner Mündung in den Pazifischen Ozean und verbindet die Stadtteile Tanezaki und Urado.
Die Brücke hat zwei Fahrspuren und zwei sehr schmale Gehwege, die auf der ganzen Länge mit hohen Drahtzäunen gesichert sind. Sie ist 604,2 m lang und steht 34,6 m über der Hochwasserlinie, um den Schiffsverkehr nicht zu behindern. Sie hat fünf Öffnungen mit Pfeilerachsabständen von 55,6 + 130 + 230 + 130 + 55,6 m. An sie schließt sich im Norden eine rund 303 m lange, in einer S-Kurve verlaufende Rampenbrücke an.
Der Überbau der Brücke besteht aus einem gevouteten Spannbeton-Hohlkasten, dessen Konstruktionshöhe von 12,5 m an den großen Pfeilern abnimmt auf 3,5 m an den seitlichen Pfeilern und schließlich 2,4 m am südlichen Widerlager bzw. an der nördlichen Rampenbrücke.